# Argyrodes elevatus
Argyrodes elevatus es una especie de arácnido del orden de la arañas (Araneae) y de la familia Theridiidae.

## Descripción

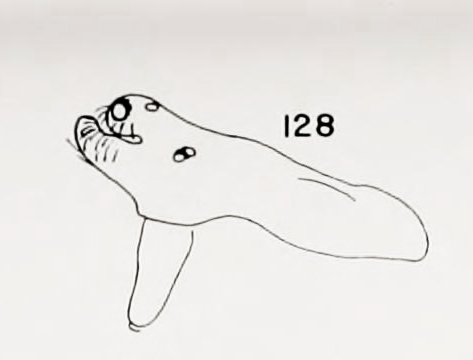
Caparazón de Argyrodes Elevatus macho

El macho tiene el caparazón, esternón y patas amarillas, sombreado de gris en la parte posterior del caparazón y el esternón. Abdomen casi blanco, con manchas plateadas a los costados. En el vientre gris oscuro y en la línea media dorsal y en la punta posterior. Otros machos tienen caparazón y patas de color blanco pálido a marrón o gris oscuro. La caparazón se proyecta hacia adelante con bulbo en el extremo anterior teniendo los ojos medianos. Clípeo con proyección paralela bajo la proyección cefálica.
La coloración de la hembra es similar, en el abdomen tienen manchas negras y rayas oblicuas plateadas, o plateadas con bandas anchas oblicuas de color negro. La longitud total es de 3.4 mm
Las hembras jóvenes son difícil de distinguir de Argyrodes nephilae, sin embargo estas son más grandes. Las hembras adultas tienen el abdomen más masivo. A medida que maduran estas se produce un aumento en su pigmentación.
Esta especie se encuentra a menudo en la telaraña de Nephila (Alabama, Panamá, Haití, Cuba) y también se ha encontrado en las redes de Argiope argentata (Fabricius) en California.

## Distribución
Esta especie se encuentra en el sur de los Estados Unidos hasta el sur con Perú y Argentina, Islas Galápagos.